# Canoa/kayak ai Giochi della XIX Olimpiade - K2 1000 metri maschile
La competizione del K2 1000 metri maschile di Canoa/kayak ai Giochi della XIX Olimpiade si è disputata nei giorni dal 22 al 25 ottobre 1968 nella Pista Olímpica de Remo y Canotaje Virgilio Uribe del Canal de Cuemanco, Città del Messico. 

## Programma
| Data            | Round        | Nota                                            |
| --------------- | ------------ | ----------------------------------------------- |
| 22 ottobre 1968 | 3 Batterie   | I primi 3 in semifinale. I restanti ai recuperi |
| 23 ottobre 1968 | 2 Recuperi   | I primi 3 in semifinale                         |
| 24 ottobre 1968 | 3 Semifinali | I primi 3 in finale                             |
| 25 ottobre 1968 | Finale       |                                                 |

## Risultati

### Batterie
| Pos. | Nazione          | Atleti                                 | 500 m  | Totale | Nota |
| ---- | ---------------- | -------------------------------------- | ------ | ------ | ---- |
| 1    | Romania          | Atanasie Sciotnic, Aurel Vernescu      | 1'43"6 | 3'36"5 | Q    |
| 2    | Ungheria         | Csaba Giczy, István Timár              | 1'45"1 | 3'37"9 | Q    |
| 3    | Unione Sovietica | Oleksandr Šaparenko, Volodymyr Morozov | 1'46"7 | 3'40"9 | Q    |
| 4    | Australia        | Adrian Powell, John Southwood          | 1'48"5 | 3'42"6 |      |
| 5    | Svezia           | Lars Andersson, Gunnar Utterberg       | 1'46"2 | 3'42"8 |      |
| 6    | Belgio           | Jean-Pierre Burny, Herman Naegels      | 1'47"6 | 3'49"5 |      |
| 7    | Stati Uniti      | Paul Beachem, Peter Weigand            | 1'50"5 | 4'15"0 |      |

| Pos. | Nazione        | Atleti                          | 500 m  | Totale | Nota |
| ---- | -------------- | ------------------------------- | ------ | ------ | ---- |
| 1    | Austria        | Gerhard Seibold, Günther Pfaff  | 1'44"2 | 3'38"9 | Q    |
| 2    | Paesi Bassi    | Paul Hoekstra, Antonius Geurts  | 1'49"6 | 3'42"0 | Q    |
| 3    | Italia         | Cesare Beltrami, Cesare Zilioli | 1'47"3 | 3'44"1 | Q    |
| 4    | Germania Ovest | Holger Zander, Bernhard Schulze | 1'46"3 | 3'50"8 |      |
| 5    | Costa d'Avorio | Paul Gnamia M'Boule, N'Gama     | 1'54"4 | 4'09"8 |      |
| 6    | Canada         | Arpad Simonyik, Jean Barré      | 1'59"4 | 4'14"5 |      |

| Pos. | Nazione       | Atleti                               | 500 m  | Totale | Nota |
| ---- | ------------- | ------------------------------------ | ------ | ------ | ---- |
| 1    | Germania Est  | Klaus Heinroth, Manfred Ehrhardt     | 1'50"4 | 3'50"3 | Q    |
| 2    | Jugoslavia    | Staniša Radmanović, Zlatomir Šuvački | 1'49"1 | 3'51"5 | Q    |
| 3    | Gran Bretagna | Peter Lawler, Mark Whitby            | 1'51"7 | 3'53"5 | Q    |
| 4    | Messico       | Alonso Heinze, Jerónimo Gómez        | 1'56"2 | 4'09"9 |      |

### Recuperi
| Pos. | Nazione        | Atleti                            | 500 m   | Totale  | Nota |
| ---- | -------------- | --------------------------------- | ------- | ------- | ---- |
| 1    | Belgio         | Jean-Pierre Burny, Herman Naegels | 1'49"75 | 3'47"64 | Q    |
| 2    | Australia      | Adrian Powell, John Southwood     | 1'51"48 | 3'50"82 | Q    |
| 3    | Costa d'Avorio | Paul Gnamia M'Boule, N'Gama       | 1'53"87 | 4'07"98 | Q    |

| Pos. | Nazione        | Atleti                           | 500 m   | Totale  | Nota |
| ---- | -------------- | -------------------------------- | ------- | ------- | ---- |
| 1    | Germania Ovest | Holger Zander, Bernhard Schulze  | 1'48"90 | 3'50"08 | Q    |
| 2    | Svezia         | Lars Andersson, Gunnar Utterberg | 1'51"33 | 3'54"18 | Q    |
| 3    | Canada         | Arpad Simonyik, Jean Barré       | 1'52"60 | 3'59"03 | Q    |
| 4    | Stati Uniti    | Paul Beachem, Peter Weigand      | 1'55"56 | 4'00"04 |      |
| 5    | Messico        | Alonso Heinze, Jerónimo Gómez    | 1'56"39 | 4'11"57 |      |

### Semifinali
| Pos. | Nazione       | Atleti                            | 500 m   | Totale  | Nota |
| ---- | ------------- | --------------------------------- | ------- | ------- | ---- |
| 1    | Romania       | Atanasie Sciotnic, Aurel Vernescu | 1'45"28 | 3'43"94 | Q    |
| 2    | Belgio        | Jean-Pierre Burny, Herman Naegels | 1'45"80 | 3'44"63 | Q    |
| 3    | Paesi Bassi   | Paul Hoekstra, Antonius Geurts    | 1'47"92 | 3'53"05 | Q    |
| 4    | Canada        | Arpad Simonyik, Jean Barré        | 1'52"98 | 3'58"37 |      |
| 5    | Gran Bretagna | Peter Lawler, Mark Whitby         | 1'51"12 | 3'59"50 |      |

| Pos. | Nazione          | Atleti                                 | 500 m   | Totale  | Nota |
| ---- | ---------------- | -------------------------------------- | ------- | ------- | ---- |
| 1    | Unione Sovietica | Oleksandr Šaparenko, Volodymyr Morozov | 1'46"65 | 3'44"39 | Q    |
| 2    | Austria          | Gerhard Seibold, Günther Pfaff         | 1'45"43 | 3'46"30 | Q    |
| 3    | Germania Ovest   | Holger Zander, Bernhard Schulze        | 1'49"37 | 3'49"19 | Q    |
| 4    | Jugoslavia       | Staniša Radmanović, Zlatomir Šuvački   | 1'48"10 | 3'53"60 |      |
| 5    | Costa d'Avorio   | Paul Gnamia M'Boule, N'Gama            | 1'50"59 | 4'01"31 |      |

| Pos. | Nazione      | Atleti                           | 500 m   | Totale  | Nota |
| ---- | ------------ | -------------------------------- | ------- | ------- | ---- |
| 1    | Ungheria     | Csaba Giczy, István Timár        | 1'50"61 | 3'45"77 | Q    |
| 2    | Italia       | Cesare Beltrami, Cesare Zilioli  | 1'52"61 | 3'48"69 | Q    |
| 3    | Svezia       | Lars Andersson, Gunnar Utterberg | 1'54"14 | 3'48"97 | Q    |
| 4    | Germania Est | Klaus Heinroth, Manfred Ehrhardt | 1'53"33 | 3'51"78 |      |
| 5    | Australia    | Adrian Powell, John Southwood    | 1'51"92 | 3'52"17 |      |

### Finale
| Pos.    | Nazione          | Atleti                                 | 500 m   | Totale  | Nota |
| ------- | ---------------- | -------------------------------------- | ------- | ------- | ---- |
| Oro     | Unione Sovietica | Oleksandr Šaparenko, Volodymyr Morozov | 1'47"21 | 3'37"54 |      |
| Argento | Ungheria         | Csaba Giczy, István Timár              | 1'48"08 | 3'38"44 |      |
| Bronzo  | Austria          | Gerhard Seibold, Günther Pfaff         | 1'47"57 | 3'40"71 |      |
| 4       | Paesi Bassi      | Paul Hoekstra, Antonius Geurts         | 1'48"93 | 3'41"36 |      |
| 5       | Svezia           | Lars Andersson, Gunnar Utterberg       | 1'51"26 | 3'41"99 |      |
| 6       | Romania          | Atanasie Sciotnic, Aurel Vernescu      | 1'46"35 | 3'45"18 |      |
| 7       | Belgio           | Jean-Pierre Burny, Herman Naegels      | 1'48"64 | 3'45"21 |      |
| 8       | Italia           | Cesare Beltrami, Cesare Zilioli        | 1'50"04 | 3'46"08 |      |
| 9       | Germania Ovest   | Holger Zander, Bernhard Schulze        | 1'51"46 | 4'02"98 |      |